# Toramana

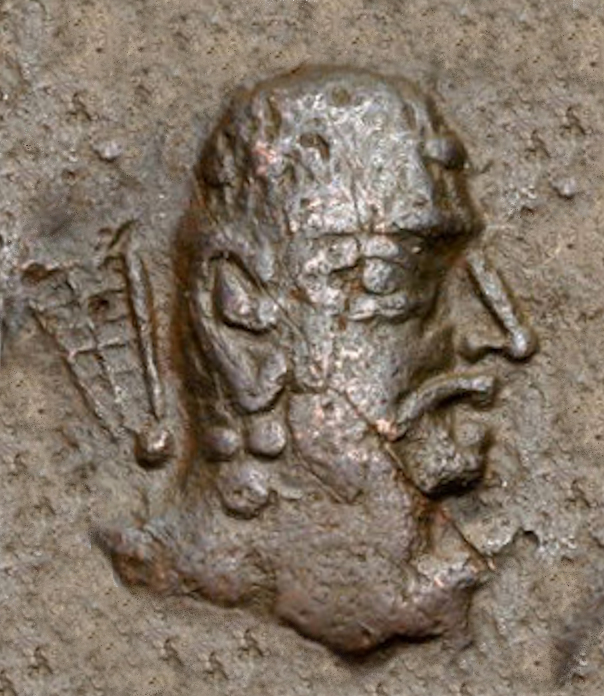
Münzbildnis Toramanas

Toramana (gestorben ca. 515) war ein bedeutender Herrscher der Alchon, der in der ersten Hälfte des 6. Jahrhunderts eine wichtige Rolle in der Geschichte Indiens spielte.

## Geschichte
Indische Quellen berichten von Angriffen der Hunas („Hunnen“) auf das nordwestliche Gupta-Reich im frühen 6. Jahrhundert. Unter der allgemeinen Bezeichnung Hunas sind Gruppen der sogenannten iranischen Hunnen zu verstehen, die im späten 4. und im 5. Jahrhundert in mehreren Angriffswellen nach Baktrien, Sogdien und Gandhara vorgedrungen waren. Die Identifizierung der Hunas mit den iranischen Hunnen (die nicht mit den um 375 nach Osteuropa vorgedrungenen „westlichen Hunnen“ verwechselt werden dürfen, mit denen sie wahrscheinlich nicht verwandt waren) ist in der historischen Forschung seit längerer Zeit unstrittig. Komplizierter ist die Frage, welche dieser Gruppen um 500 nach Nordindien eindrang. In der neueren Forschung wird die Alchon-Gruppe mit diesen Angreifern gleichgesetzt. Problematisch ist, dass die indischen Quellen wenig differenzieren und nur pauschal von Hunas berichten. In der Forschung wird oft eine andere Gruppe der iranischen Hunnen (die Hephthaliten) mit den Hunas in Verbindung gebracht. Der numismatische Befund hingegen deutet recht eindeutig darauf hin, dass unter den Hunas die Alchon zu verstehen sind.
Über Toramana selbst ist nur sehr wenig bekannt. Er ließ Münzen prägen und ist durch indische Inschriften recht gut belegt, allerdings sind Einzelheiten kaum bekannt. Eindeutig ist, dass die Hunas (Alchon) unter Toramana im frühen 6. Jahrhundert vom Punjab aus in den Nordwesten des Gupta-Reichs vorstießen und offenbar mehrere Erfolge verbuchen konnten. Toramana schlug im Jahr 510 ein Heer des Guptaherrschers Bhanugupta (der wohl in Malwa herrschte) unter Führung des Generals Goparaja, der im Kampf fiel. Anschließend ist Toramana kurzzeitig bis nach Magadha vorgestoßen. Der Machtbereich der Alchon in Indien hat sich unter Toramana bis Gwalior und in die Region Malwa ausgeweitet; er erlitt nur eine Niederlage gegen den Aulikara-Herrscher Prakashadharma.
Inschriften Toramanas wurden in Eran und Kura im Punjab aufgestellt und verdeutlichen seine militärischen Erfolge: Punjab, Kaschmir, Rajasthan und zumindest Teile von Uttar Pradesh standen unter seiner Herrschaft.
Toramana ist wohl um das Jahr 515 in Benares nach seiner Rückkehr von einem Feldzug verstorben. Ihm folgte sein Sohn Mihirakula nach, der in indischen Quellen äußerst negativ geschildert wird.